# Parafia Chrystusa Dobrego Pasterza w Tarnobrzegu
Parafia Chrystusa Dobrego Pasterza w Tarnobrzegu-Mokrzyszowie – parafia rzymskokatolicka w diecezji sandomierskiej, w dekanacie Tarnobrzeg. 

## Historia
Wieś Mokrzyszów istniała już w XV wieku. W 1915 roku Zofia Tarnowska ufundowała ochronkę dla sierot i dzieci bez opieki. Do prowadzenia ochronki sprowadzono siostry Służebniczki starowiejskie, w 1916 roku w ochronce były 3 siostry. Początkowo ochronka znajdowała się w pałacu, a od 1929 roku posiadała własny budynek. W 1934 roku część Mokrzyszowa została włączona do Tarnobrzega. 
W latach 1940–1942 kapelanem sióstr był o. Ludwik Groszek OMI. W ochronce była kaplica mszalna, z której korzystali wierni z Mokrzyszowa. W 1942 roku kapelanem sióstr został ks. Tadeusz Chrobak OMI. W 1948 roku kaplicę w ochronce wizytował bp Franciszek Barda. 
W 1950 roku ochronka została przekształcona w Dom Dziecka. W 1952 roku kaplica została powiększona. W 1953 roku w Mokrzyszowie wykonano pierwszy odwiert w celu poszukiwań siarki. W 1956 roku dom dziecka usunięto, a zorganizowano Dom Pomocy Społecznej dla dzieci niepełnosprawnych. 
W latach 1967–1968 katechetą w Mokrzyszowie był ks. Marian Banaś SCJ, a w latach 1968–1972 katechetą był ks. Tadeusz Posobiec. W lipcu 1972 roku przybył ks. Edward Śnieżek, który w październiku został proboszczem nowej parafii. 12 grudnia 1989 roku zmarł ks. Tadeusz Chrobak. 
1 października 1972 roku dekretem bpa Ignacego Tokarczuka została erygowana parafia w Mokrzyszowie, z wydzielonego terytorium parafii Dominikanów. Wierni nadal korzystali z kaplicy w Domu Pomocy Społecznej. W 1976 roku pozostała część Mokrzyszowa została włączona do Tarnobrzega.
W latach 1985–1990 zbudowano murowany kościół parafialny w stylu modernistycznym, według projektu architektów inż. Adama Abrama i inż. Zbigniewa Żuchowicza. 26 października 1991 roku abp Ignacy Tokarczuk poświęcił kościół.
Proboszczowie parafii:
1972–1977. ks. Edward Śnieżek.
1977–1984. ks. Józef Dziadosz.
1984–1992. ks. Antoni Sanecki.
1992–2005. ks. Krzysztof Szlęzak.
2005– nadal ks. kan. Wojciech Adamczyk.

## Terytorium parafii
Do parafii należy 2329 wiernych, mieszkających przy ulicach Tarnobrzega – 
Chłopska, ks. Chrobaka, Grzybowa, Leśna, Ludowa, Piekarska, Sienkiewicza (część), Sportowa, Strażacka, Wiśniowa, Wrzosowa, Zakrzowska, Zamkowa.